# Aholfing
Aholfing é um município da Alemanha, situado no distrito de Straubing-Bogen, no estado da Baviera. Tem 21,32 km² de área, e sua população em 2019 foi estimada em 1.864 habitantes.